# Cal Fusteret (Taradell)
Cal Fusteret és una obra modernista de Taradell (Osona) protegida com a Bé Cultural d'Interès Local.

## Descripció
Edifici cantoner de planta rectangular, de planta baixa i dos pisos i coberta a dues aigües. La façana principal, que dona a la plaça de les Eres, té tres eixos de composició vertical. Totes les obertures són d'arc mixtilini i presenten emmarcaments de pedra. En la planta baixa hi ha dues obertures amb persianes de llibret que flanquegen la porta, ubicada al centre. La finestra més propera a la cantonada de l'edifici presenta, en la clau de l'arc, la inscripció gravada “AÑO · 1912”. Al primer pis i situades de manera simètrica respecte de la planta inferior hi ha tres obertures més amb persianes de llibret: les dues dels laterals són idèntiques i presenten les mateixes característiques que les de la planta baixa, mentre que la central s'obre a un balcó individual amb un voladís motllurat i baranes de ferro forjat. Al segon pis hi ha tres finestres més.
La façana lateral, que dona al carrer de la Vila, té dos eixos de composició vertical, amb petites finestres al nivell superior i altres de majors dimensions a la resta de pisos, totes amb emmarcaments de pedra. Destaquen aquelles del primer pis, que donen a balcons individuals amb baranes de ferro forjat. Pel que fa a la façana posterior, aquesta no presenta obertures i dona a un pati.
L'immoble presenta un ample voladís com a coronament, el qual queda sostingut per cabirons.
Els murs són arrebossats i pintats.